# Edith Cavell
Edith Cavell (Swardeston, Norfolk, Inglaterra; 4 de diciembre de 1865 – Bruselas, Bélgica; 12 de octubre de 1915) fue una enfermera británica condenada a muerte en juicio sumarísimo por un tribunal militar alemán durante la Primera Guerra Mundial, acusada de alta traición por haber cobijado en su hospital en Bruselas hasta doscientos soldados belgas, franceses e ingleses (prisioneros evadidos y pilotos abatidos) y haberles ayudado a huir de Bélgica y reintegrarse a sus puestos de combate.
Cavell, que tenía 49 años cuando fue ejecutada, fue una pionera de la enfermería moderna en Bélgica.

## Biografía
Nació en Swardeston, condado inglés  de Norfolk, en 1865, hija mayor del vicario de la localidad. Tras completar su educación, trabajó como institutriz para varias familias, entre ellas una de Bruselas de 1890 a 1895. Volvió a su casa para cuidar a su padre enfermo, y tras su recuperación, decidió estudiar enfermería. En 1896, con 30 años, comenzó a trabajar como enfermera en prácticas en el London Hospital.

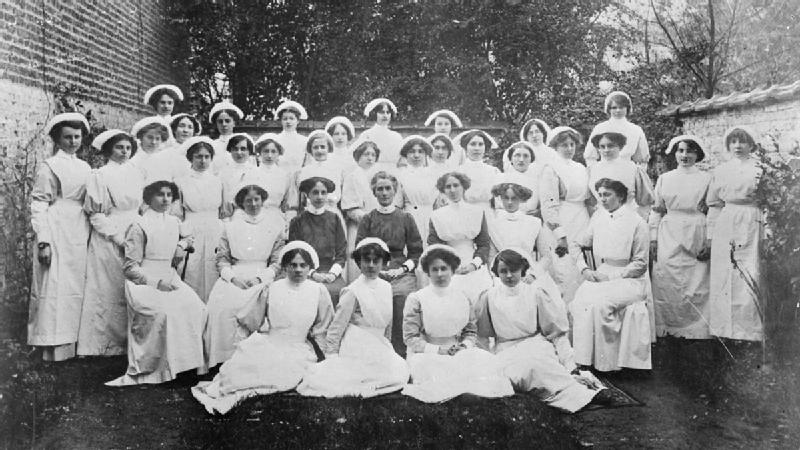
Edith Cavell (en el centro) con un grupo de estudiantes de enfermería de la escuela de Bruselas.

En 1907, el doctor Antoine Depage la reclutó para convertirla en enfermera jefe del Instituto Berkendael. En octubre de ese año Depage fundó L'École Belge d'Infirmières Diplômées, confiándole la dirección a Cavell.
Cuando estalló la Primera Guerra Mundial, la escuela y el Instituto quedaron en manos de Cruz Roja, cuyo presidente era Depage. Cavell se convirtió en agente del MI6, el servicio secreto británico. Al invadir los alemanes Bélgica, se ordenó que todos "los heridos peligrosos o sospechosos" fueran sacados del hospital. Cavell abandonó sus labores de espionaje y se dedicó a ayudar a cientos de soldados a escapar hacia los Países Bajos, país neutral, gracias a una red de evasión organizada por belgas de la zona de Mons y franceses de Lille y Valenciennes, violando la ley marcial impuesta por los ocupantes. Sin embargo un espía alemán infiltrado descubrió esta red, lo que llevó a su neutralización y a la detención de numerosas personas, entre ellas Edith Cavell, que fue arrestada el 3 de agosto y encarcelada en la prisión de Saint-Gilles. 
Los juicios a los integrantes de la red tuvieron lugar el 7 y el 8 de octubre de 1915. Edith Cavell no hizo intento alguno de defenderse, admitiendo los cargos. El 11 de octubre fue condenada a muerte.

El gobierno británico no pudo hacer nada por salvar la vida de la enfermera. Los Estados Unidos, que aún no habían entrado en la contienda, ejercieron presiones diplomáticas. El primer secretario de su representación en Bruselas, Hugh Gibson, habló con el gobernador alemán de Bélgica, von der Lancken, inclinado a perdonar la vida de Cavell por su honestidad al admitir sus cargos y por haber salvado numerosas vidas alemanas y aliadas:
Le recordamos [a von der Lancken] el incendio de Lovaina y el hundimiento del Lusitania, y le dijimos que este asesinato se uniría a esos dos sucesos e inundaría todos los países civilizados de horror y disgusto. En ese momento, el conde Harrach intervino con el irrelevante comentario de que prefería ver fusilada a la señorita Cavell que ver el mínimo daño infligido al más humilde de los soldados alemanes, y que sólo lamentaba no tener «tres o cuatro viejas inglesas que fusilar».
Hugh Gibson, el asesor legal de la embajada estadounidense y el embajador de España, Rodrigo de Saavedra, se organizaron para pedir la conmutación de la pena o al menos su aplazamiento, y durante toda la noche del 11 al 12 de octubre recurrieron a las más altas instancias alemanas sin ningún éxito. Para acabar con las presiones internacionales, los alemanes decidieron ejecutar la sentencia de forma expedita: Cavell fue fusilada en la madrugada del 12 de octubre en un terreno militar conocido como Tir national.
El embajador español aconsejó que su cuerpo fuera inhumado rápidamente en el cementerio habilitado en el mismo lugar de la ejecución.

## Consecuencias de su muerte

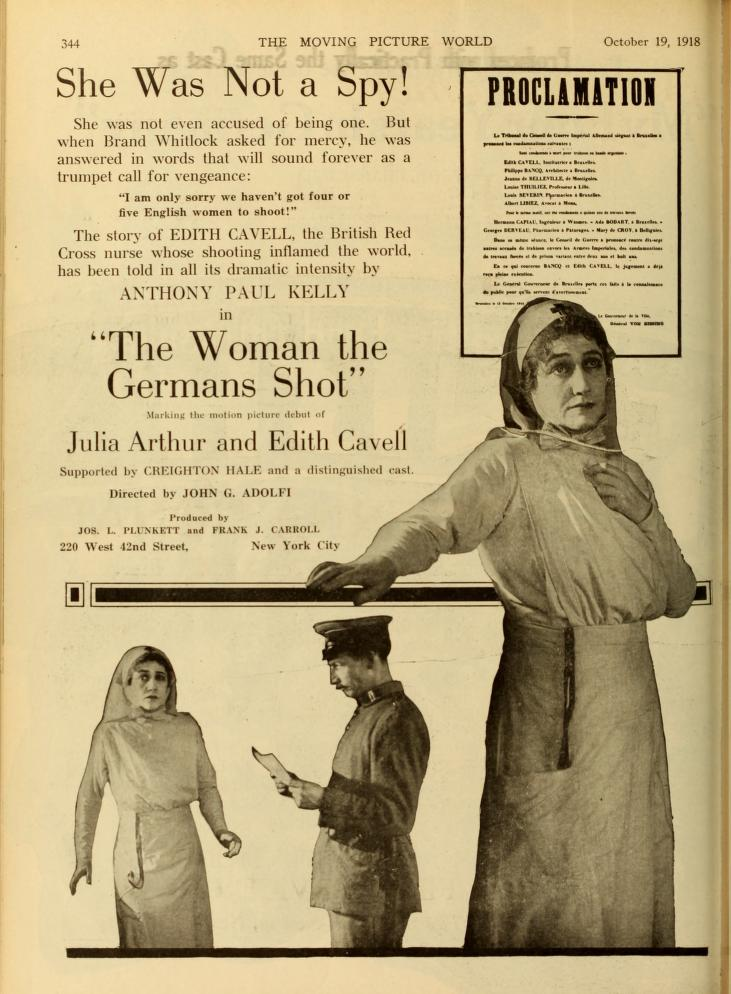
Anuncio de la película The Woman the Germans Shot («La mujer a quien dispararon los alemanes»).

En los años siguientes a la muerte de Edith Cavell, su historia fue publicada en innumerables artículos de prensa, panfletos, imágenes y libros. Se convirtió en una figura icónica de propaganda para el reclutamiento militar en Gran Bretaña, y en Estados Unidos se utilizó para incrementar las simpatías hacia el bloque aliado. Su popularidad emanaba de su género, su profesión de enfermera y de su actitud heroica ante la muerte. Su ejecución se presentó como una demostración de la barbarie y la depravación moral de los alemanes.

El ministro alemán de Asuntos Exteriores, Arthur Zimmermann, declaró a la prensa de su país que la ejecución de Edith Cavell había sido «lamentable pero necesaria»:
(...) consideren qué le sucedería a un estado, sobre todo en guerra, si permitiera que los delitos contra la seguridad de sus ejércitos no recibieran castigo por haber sido cometidos por mujeres. (...) Si se les perdona se haría a expensas de la seguridad de nuestros ejércitos, pues hay que temer nuevos intentos de hacernos daño si se cree que los delincuentes no sufrirán ningún castigo o solo una pena leve.

Según dijo posteriormente un oficial del Estado Mayor alemán, «Fue uno de nuestros mayores errores. No pudimos concebir una acción más impopular». La noche anterior a su ejecución le confesó al capellán de la prisión que no sentía odio alguno a los alemanes y que no temía a la muerte porque había visto tanta en el hospital que la conocía demasiado bien. El famoso poeta alemán Gottfried Benn, entonces médico militar de la prisión de Saint-Gilles, presenció y certificó su muerte, y escribió que nunca había conocido una mujer con tanto valor: «¿Cómo debe juzgarse el fusilamiento de Edith Cavell? Entró en la guerra y la guerra la destruyó».

## Posguerra

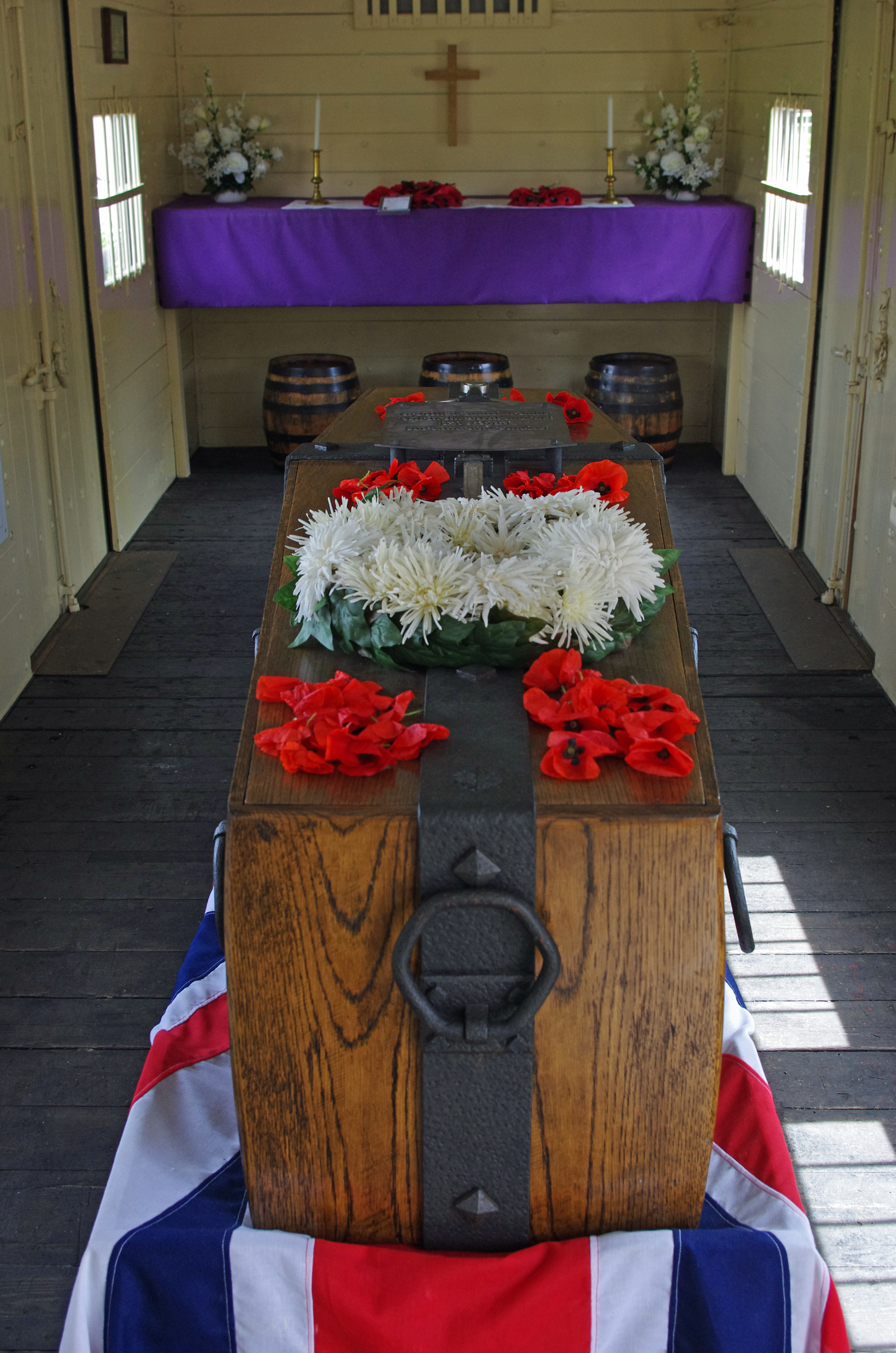
Interior del vagón Cavell en la estación de Bodiam.

El 13 de mayo de 1919, finalizada la guerra, el cuerpo de Edith Cavell fue trasladado desde Bruselas a Londres, escoltado por un destacamento de tropas británicas y aclamado por miles de personas  que acompañaron a la comitiva en Bélgica y el Reino Unido. Tras el funeral de estado en la Abadía de Westminster, al que asistieron los políticos más destacados y la familia real, el féretro se trasladó por tren a Norwich, donde reposa en una zona llamada Life's Green al pie del muro este de la catedral. El vagón que trasladó sus restos desde Dover a Londres, bautizado como «Cavell Van», hoy propiedad de la Kent and East Sussex Railway, puede visitarse en la estación histórica de Bodiam. 
Se han erigido monumentos a su memoria en varias ciudades, de los cuales, los más importantes son:
- La estela situada en el enclos des fusillés del Tir national de Bruselas, en la que figura su nombre entre los 35 fusilados en ese lugar.[10]
- Tumba y monumento en la catedral de Norwich.
- Monumento realizado por George Frampton en St. Martin's Place de Londres.
- Monumento a Edith Cavell y Marie Depage en la entrada de la clínica Edith Cavell de Uccle (Bruselas).[11] En el patio de dicha clínica se conserva la lápida de la tumba original de Cavell en el enclos des fusillés.[12]

La Iglesia de Inglaterra dedica el 12 de octubre a la memoria de Edith Cavell, como conmemoración de su vida y sacrificio, formando parte de su calendario de santos.

## Homenajes

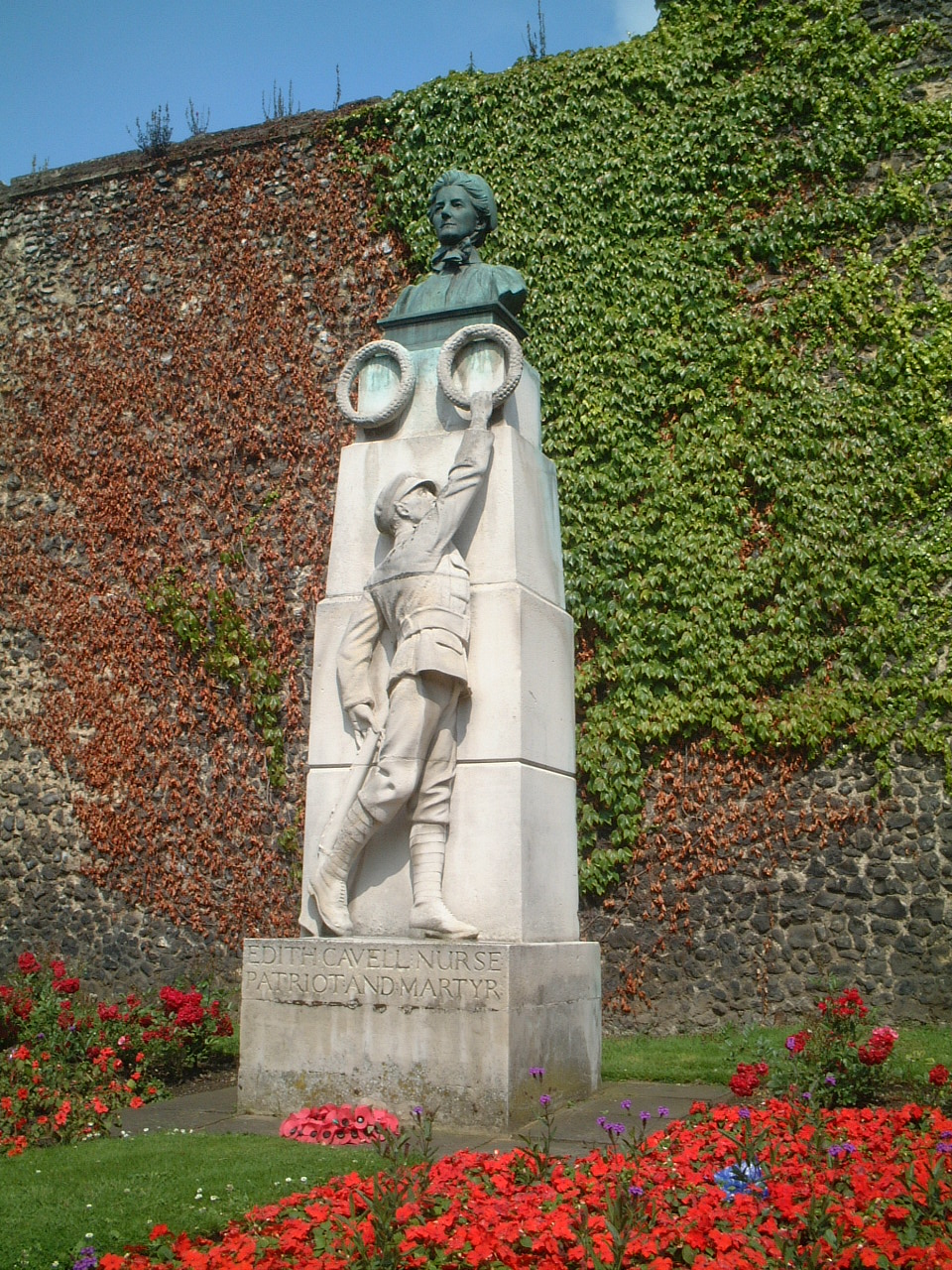
Tumba y monumento en la catedral de Norwich..
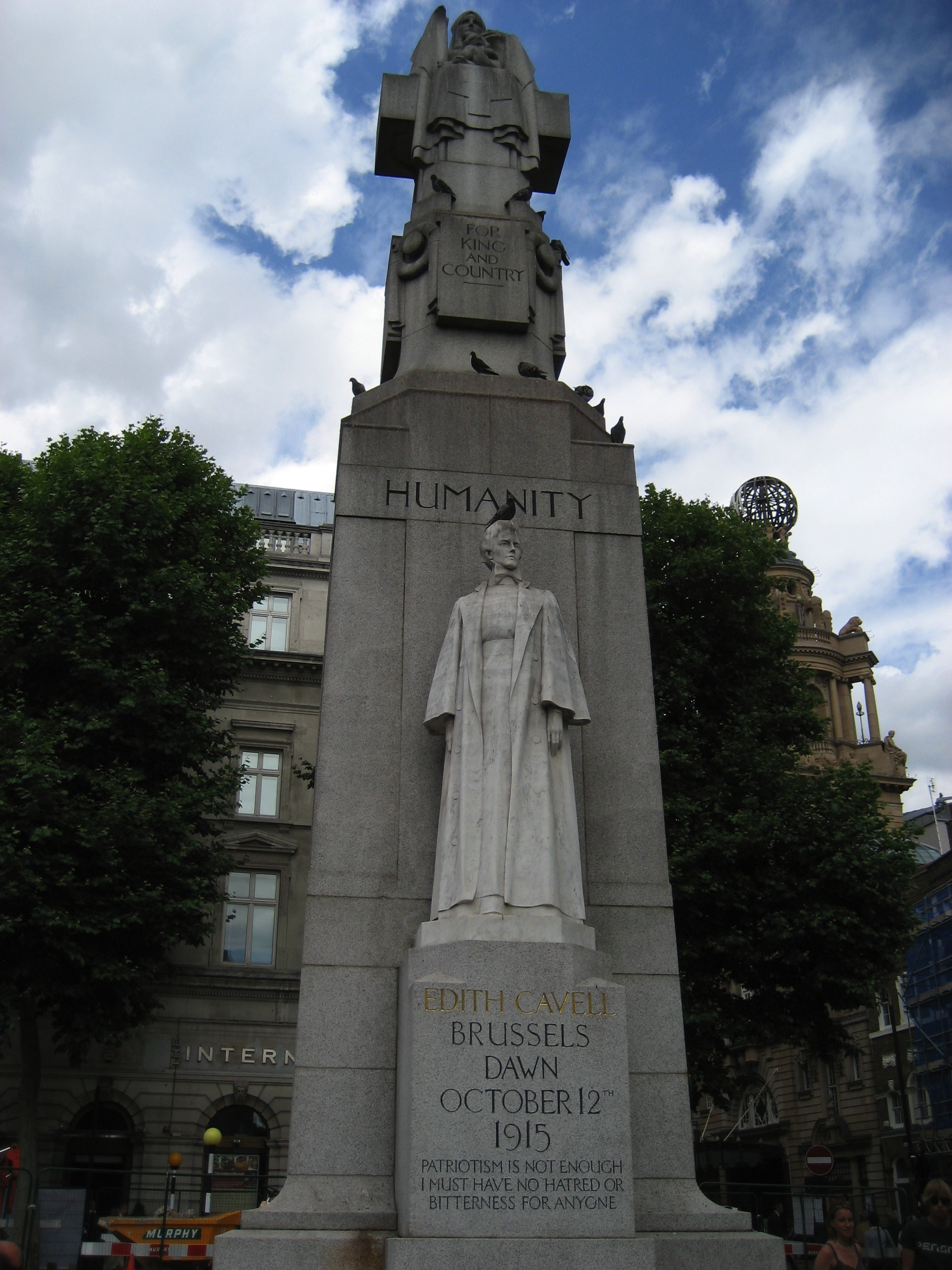
Monumento a Edith Cavell en St. Martin's Place, Londres.
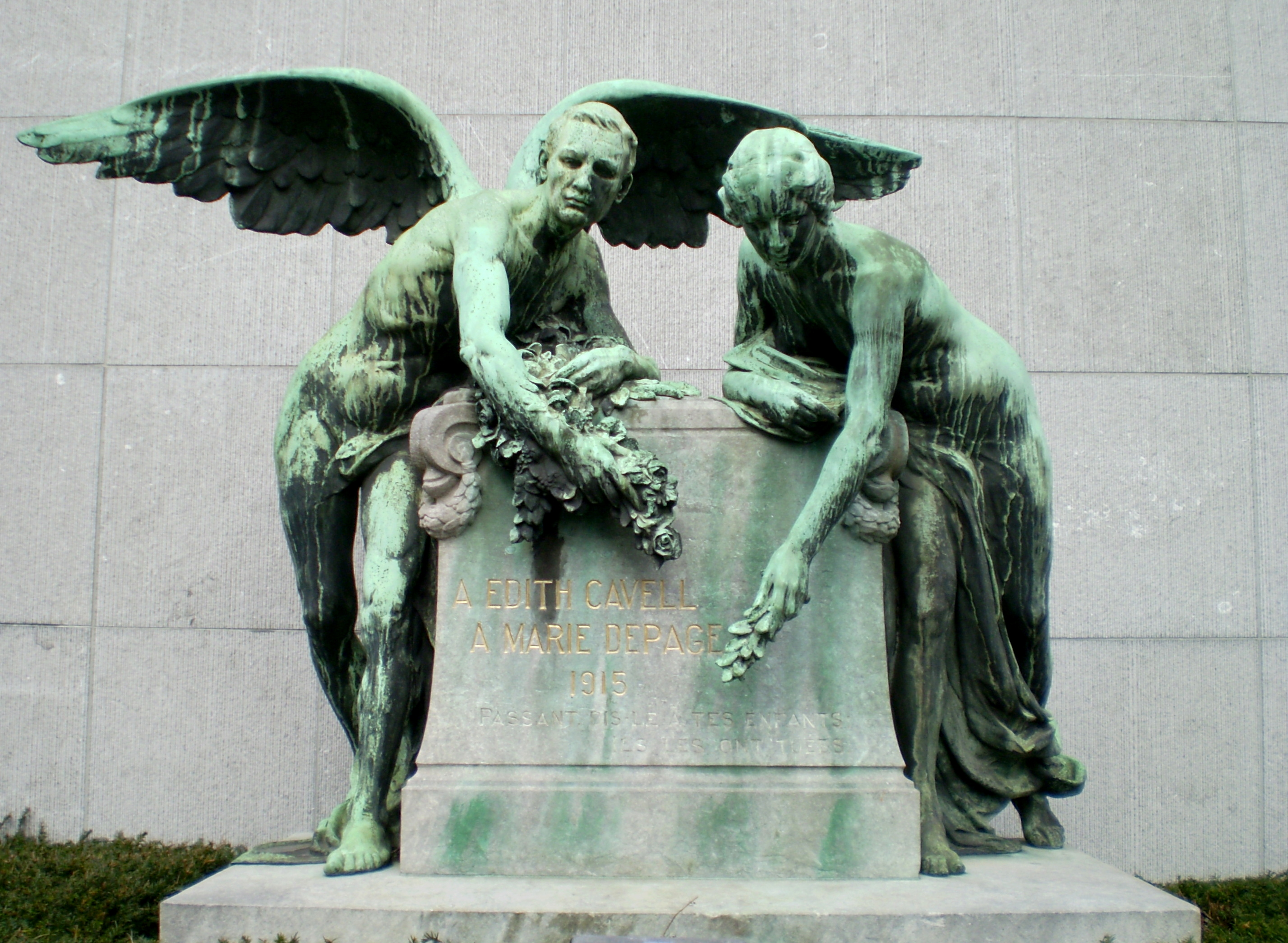
Monumento a Edith Cavell y Marie Depage en Uccle, del escultor Paul Du Bois, 1920.
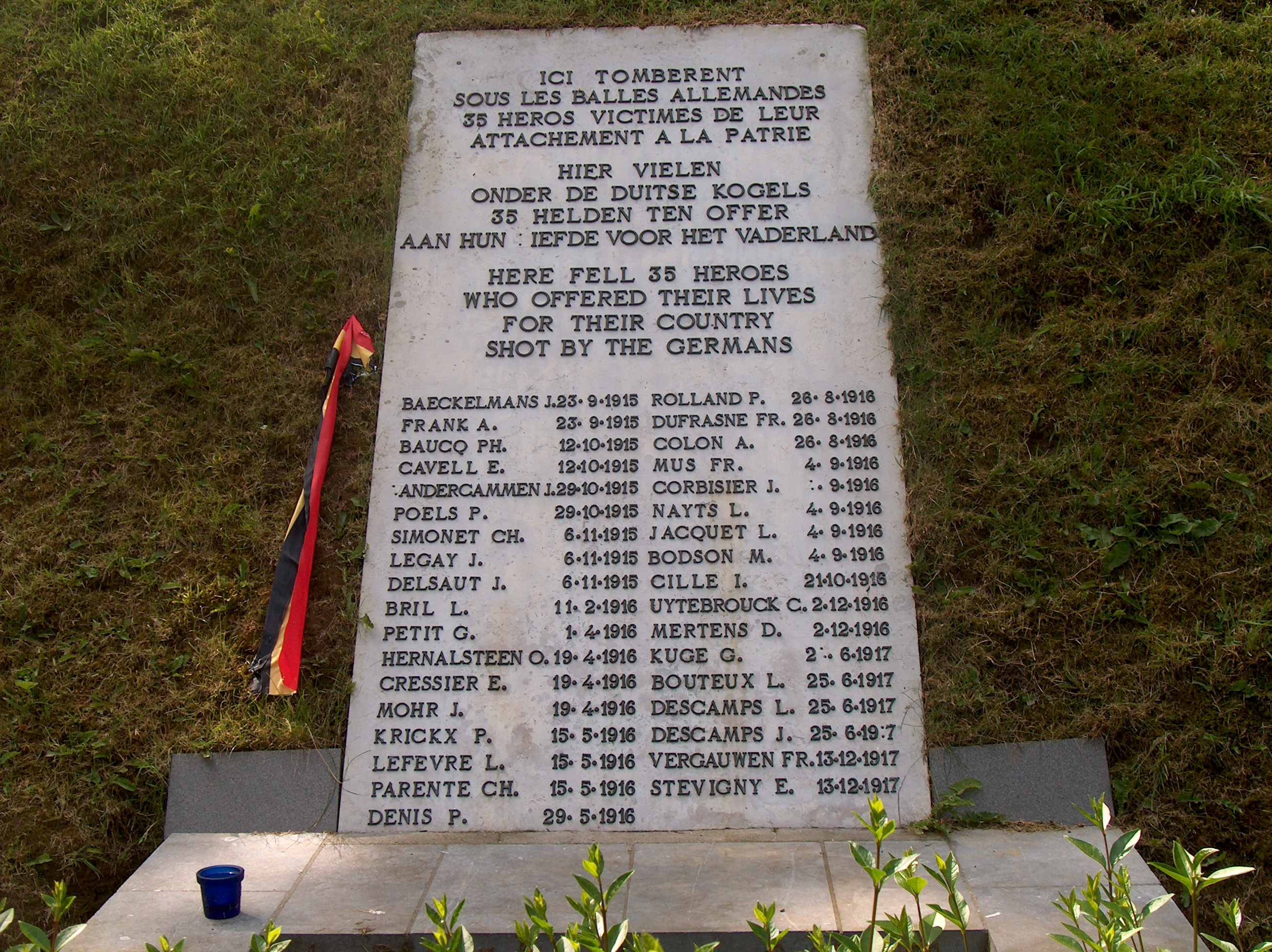
Estela conmemorativa colocada en l'enclos des fusillés, Schaerbeek, en el lugar en que Edith Cavell y Philippe Baucq fueron fusilados.
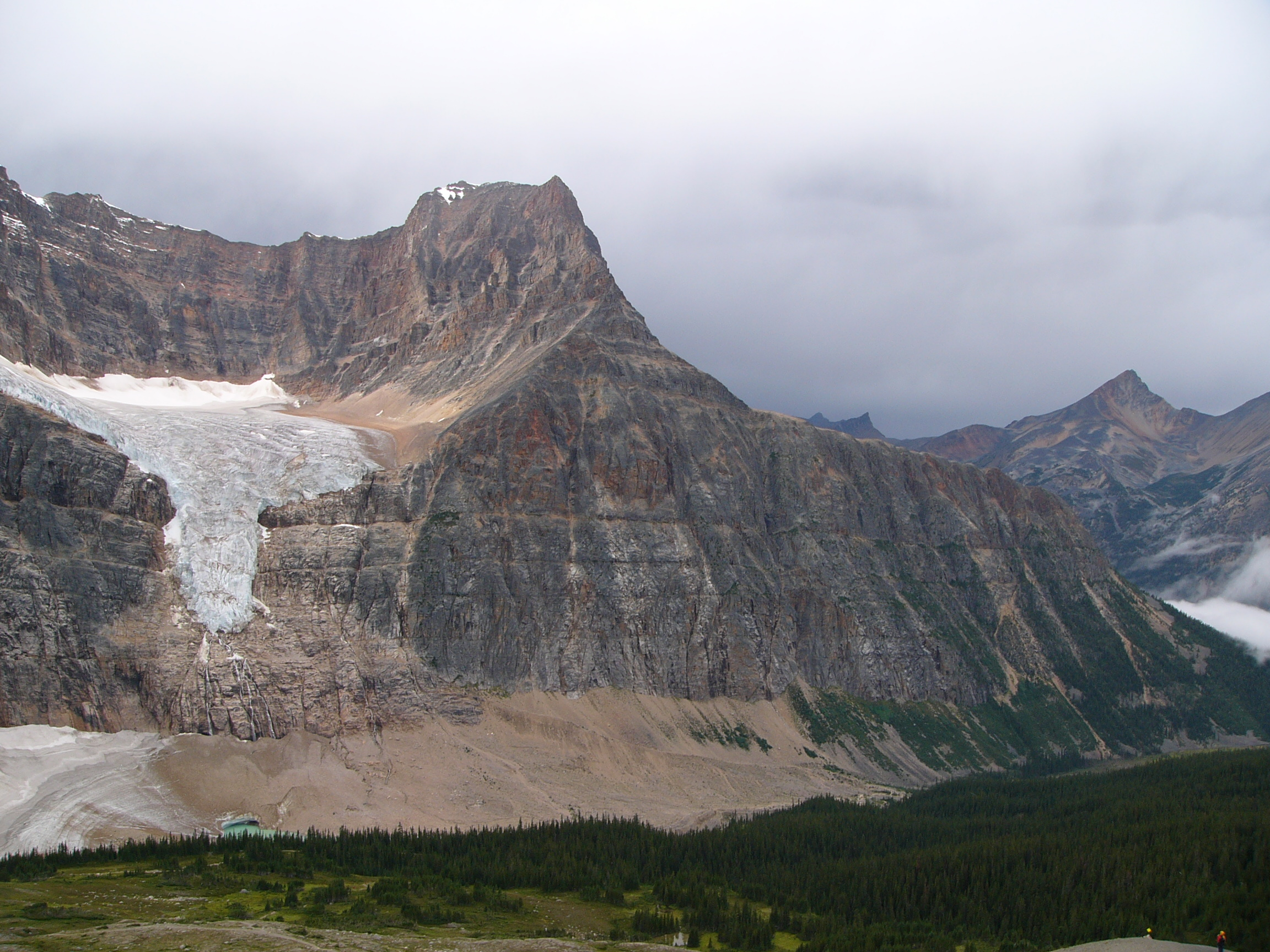
El monte Edith Cavell en el parque nacional Jasper (Canadá).
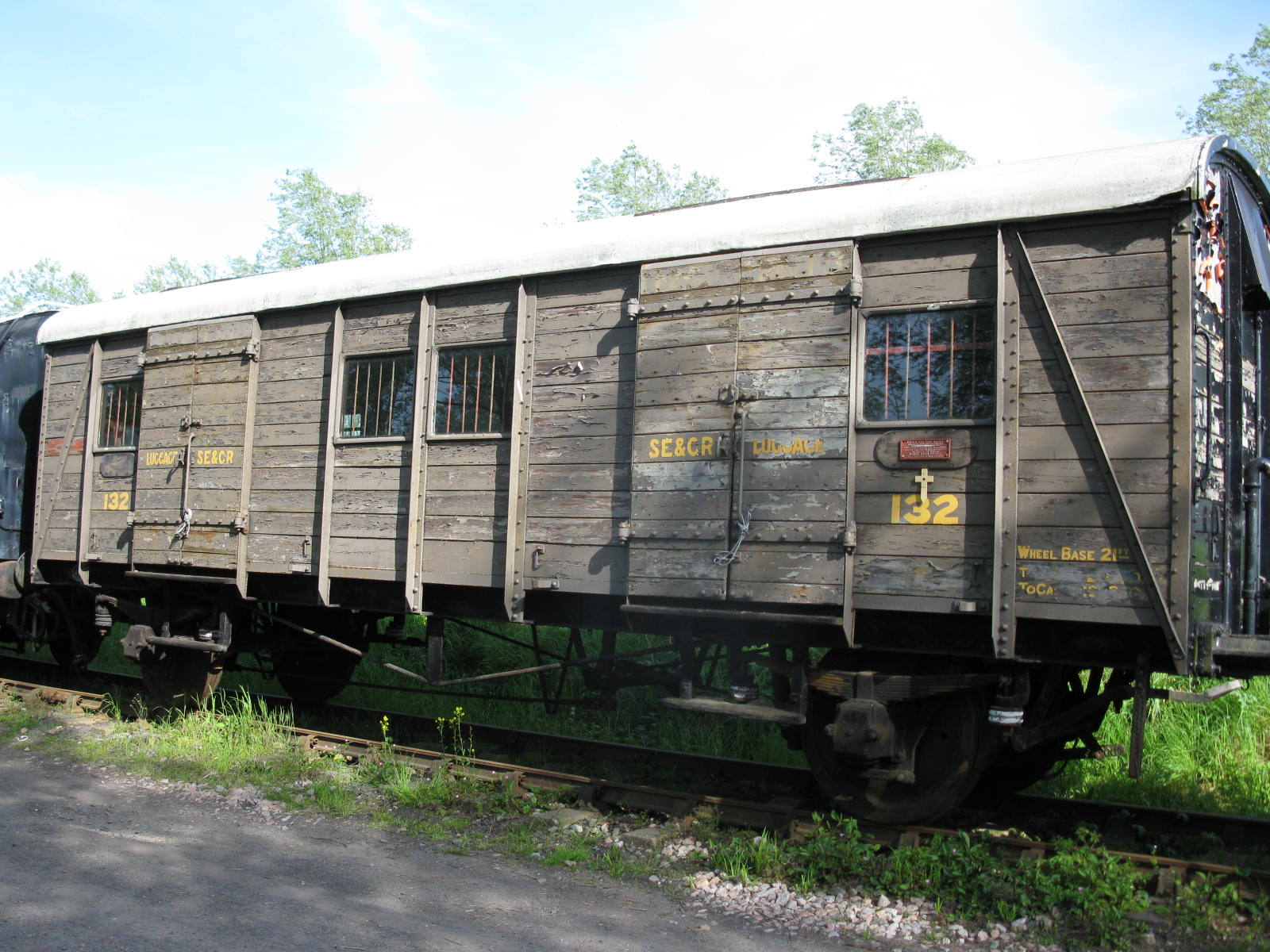
Vagón que transportó los restos de Edith Cavell de Dover a Londres.
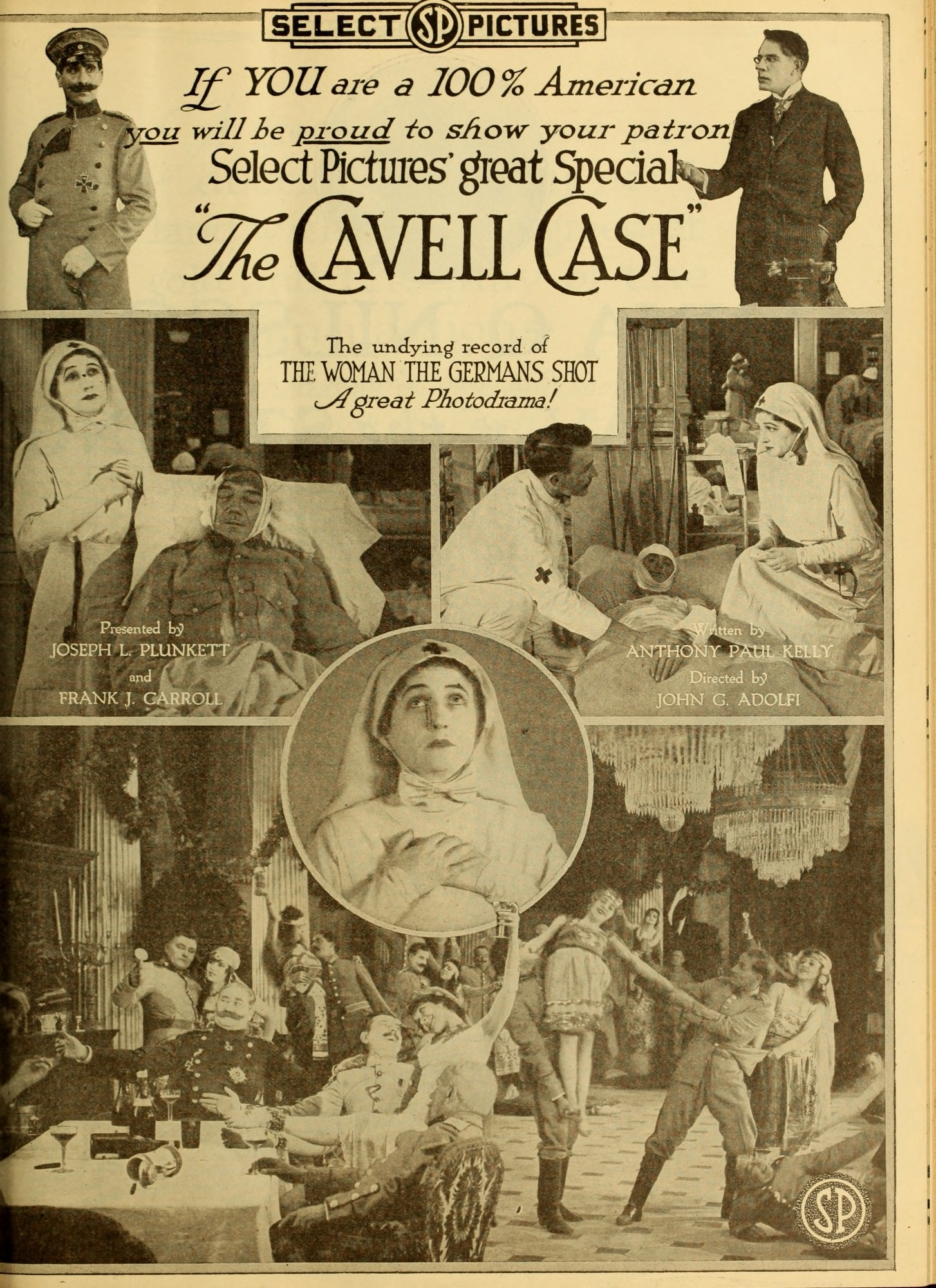
Publicidad aparecida en la revista Moving Picture World para promover The Cavell Case (1919), película estadounidense sobre Edith Cavell.
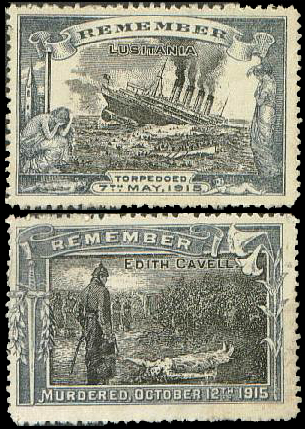
Dos estampillas de propaganda patriótica (principios de 1916) que conmemoran el hundimiento del RMS Lusitania y la ejecución de Edith Cavell.
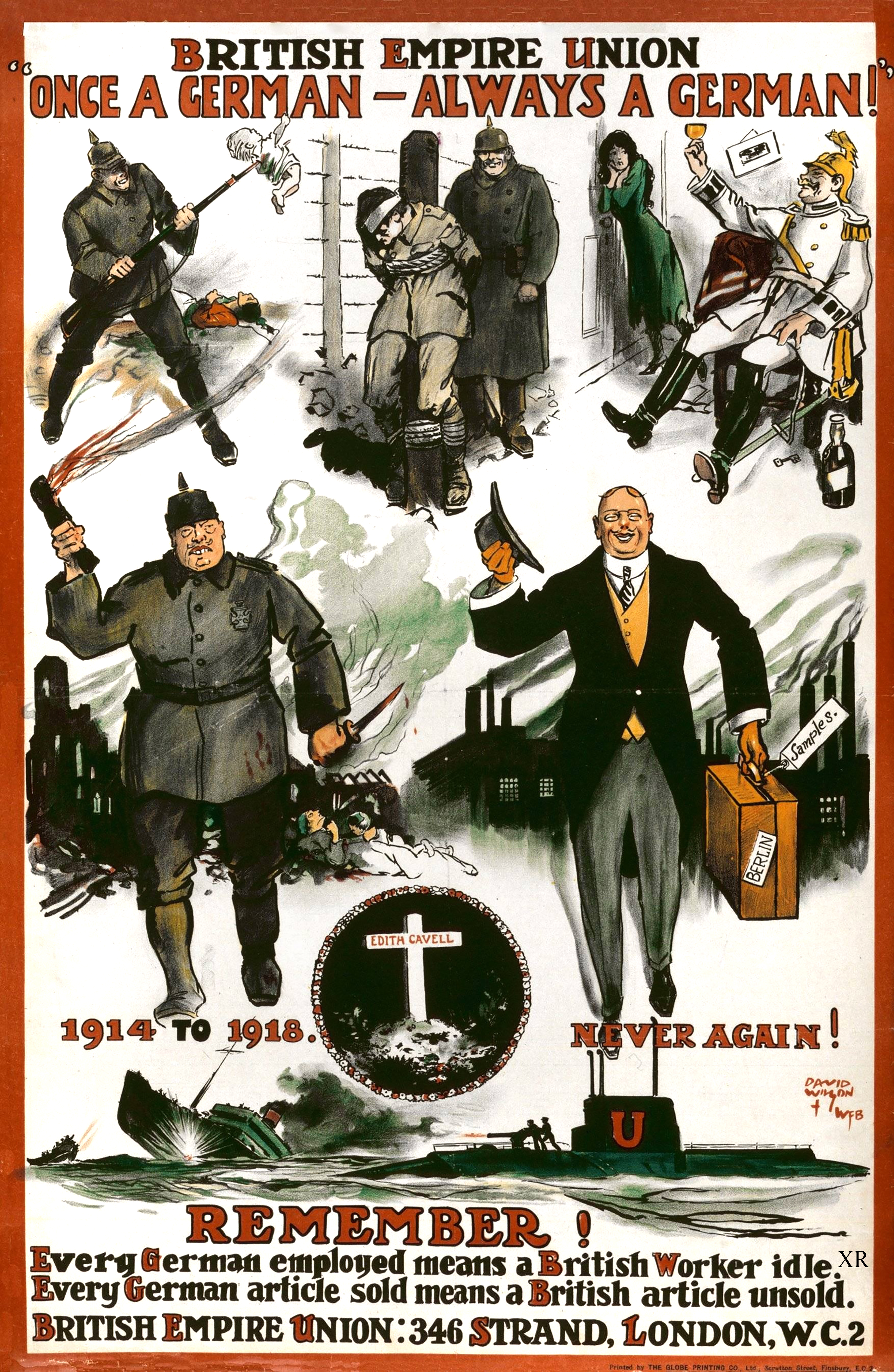
Propaganda británica que recuerda la ejecución de Edith Cavell.
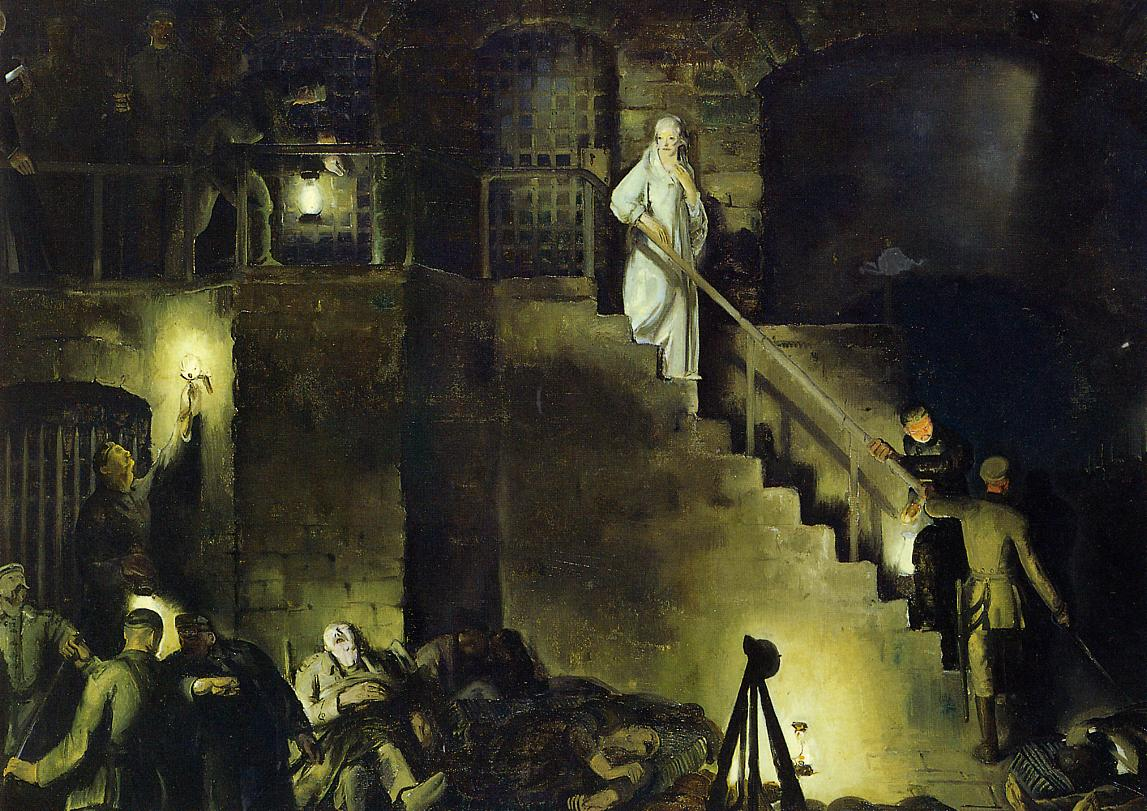
Pintura de George Wesley Bellows (1918).